# František Hirsche
František Hirsche (ur. w grudniu 1878 w Pradze, zm. w 1971 w Brandýsie nad Labem-Starej Boleslavi) – kolarz reprezentujący Czechy, uczestnik letnich igrzysk olimpijskich w Paryżu.

## Występy na Letnich Igrzyskach Olimpijskich 1900
| Konkurencja   | Eliminacje | Eliminacje          | Ćwierćfinały          | Ćwierćfinały          | Półfinały             | Półfinały             | Finał                 | Finał                 |
| Konkurencja   | Czas       | Miejsce             | Czas                  | Miejsce               | Czas                  | Miejsce               | Czas                  | Miejsce               |
| ------------- | ---------- | ------------------- | --------------------- | --------------------- | --------------------- | --------------------- | --------------------- | --------------------- |
| Sprint (2 km) | nieznany   | 4-8 w swoim wyścigu | → Nie awansował dalej | → Nie awansował dalej | → Nie awansował dalej | → Nie awansował dalej | → Nie awansował dalej | → Nie awansował dalej |